# Angelburg
Angelburg è un comune tedesco di 3 428 abitanti situato nel land dell'Assia.